# Stone Creek (Ohio)
Stone Creek – wieś w Stanach Zjednoczonych, w stanie Ohio, w hrabstwie Tuscarawas.